# Sorokino (rejon diedowiczski)
Sorokino (ros. Сорокино) – wieś (ros. деревня, trb. dieriewnia) w zachodniej Rosji, w wołoscie Pożeriewickaja (osiedle wiejskie) rejonu diedowiczskiego w obwodzie pskowskim.

## Geografia
Miejscowość położona jest nad rzeką Kobylica, przy drogach regionalnych 58K-018 (Porchow – Łoknia) i 58K-119 (Sorokino – Wybor), 15 km od centrum administracyjnego osiedla wiejskiego (Pożeriewicy), 26,5 km od centrum administracyjnego rejonu (Diedowiczi), 102 km od stolicy obwodu (Psków).
W granicach miejscowości znajdują się ulice: Centralnaja, Cwietocznaja, Lesnaja, Narodnaja, Nowaja, Mołodiożnaja, Sadowaja, Zariecznaja, Zielonaja.

## Demografia
W 2010 r. miejscowość zamieszkiwały 132 osoby.